# Philippe Nicolet
Philippe Nicolet, (ur. 4 stycznia 1953 w Lozannie) – szwajcarski reżyser filmów dokumentalnych i fabularnych, dziennikarz i autor scenariuszy.
W latach 1994–1999 był pierwszym głównym redaktorem lokalnej telewizji w Lozannie. Następnie we współpracy z Fundacją Jean Monnet, której przewodniczącym był Henri Rieben, zaangażował się w projekt śledzący historię współpracy między Szwajcarią a Unią Europejską. Poza licznymi reportażami nakręconymi w ponad pięćdziesięciu krajach, zyskał rozgłos także dzięki setkom wywiadów przeprowadzonych z politykami, naukowcami i artystami.

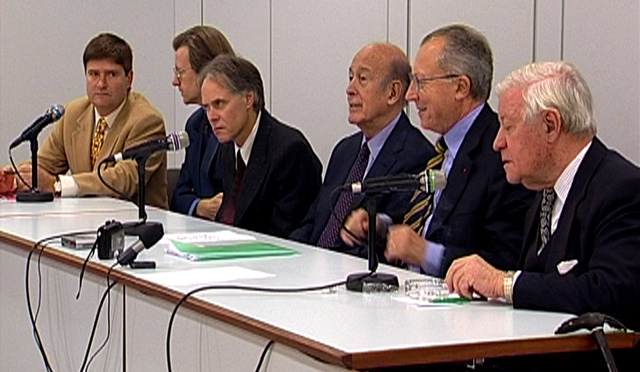
Philippe Nicolet (z lewej) prowadzi konferencję prasową Fundacji Jean Monnet, w której udział biorą: szwajcarski deputowany Claude Ruey, prezydent Konfederacji Szwajcarskiej Moritz Leuenberger, a także Valéry Giscard d’Estaing, Jacques Delors i Helmut Schmidt.

## Życiorys
- 1953: urodzony w Lozannie, Szwajcaria
- 1971-1972: Studia w Minneapolis, USA. Tam odkrywa realizację wideo
- 1975: Założyciel i wokalista zespołu pop Sunflow
- 1978: ukończył studia historyczne na Uniwersytecie w Lozannie
- 1980-1992: dziennikarz i reporter gazety codziennej “24 heures”
- 1989-2005: realizator archiwów filmowych grupy Edipresse
- 1991: Nagroda Fundacji Artystycznej Kantonu Vaud, za swoje osiągnięcia jako „pionier wideo”
- 1993: Założenie NVP Nicolet Vidéo Productions
- 1994: Główny redaktor wiadomości TVRL, lokalnej stacji telewizyjnej w Lozannie
- 1997: Początek serii licznych wywiadów, kręconych dla Fundacji Jean Monnet dla Europy, dotyczących historii relacji Szwajcaria – Unia Europejska
- 2002: Utworzenie serii Reveur, opowiadającej o krajach pochodzenia imigrantów. W 2004 nad serią Reveur patronat objęła szwajcarska komisja UNESCO

## Filmy dokumentalne i fabularne
- 1979-2005: Portety wideo. Wywiady z osobistościami z licznych dziedzin: głowy państw, austronaci, artyści, wynalazcy itd
- 1994: Jeanne Calment, najstarsza osoba na świecie
- 1995: In prison. Film fabularny z elementami dokumentu na temat prewencyjnego osadzania w więzieniach
- 1996-1997: Tomorrow perhaps, seria science-fiction
- 1997: Les terriers de la mémoire, film dokumentalny na temat pamięci
- 1998: With Maurice Béjart. Reportaż kręcony we Włoszech, Szwajcarii i Rosji
- 2000 : Le Signe de onze heures (Znak jedenastej godziny). Film pełnometrażowy. Z udziałem: Nanou Duggan, Roland Carey, Jean-Pierre Althaus i Annie Chaplin
- 2001: Trzej architekci Europy. Wywiad na temat Euro, wspólnej waluty. Jacques Delors, Valéry Giscard d’Estaing i Helmut Schmidt
- 2005:  Les Voyages en Orient du Baron d'Aubonne (Podróże orientalne Barona z Aubonne). Film dokumentalny o podróżniku Jean-Baptiste Tavernier